# Bokermannohyla ibitiguara
Bokermannohyla ibitiguara es una especie de anfibios de la familia Hylidae. Es endémica de Brasil.
Sus hábitats naturales incluyen sabanas secas y ríos. Está amenazada de extinción por la destrucción de su hábitat natural.